# Frederick Sanger
Frederick Sanger (født 13. august 1918, død 19. november 2013) var en britisk nobelpristagende biokemiker. Han er en af de få personer, der har modtaget nobelprisen to gange. Første gang for sit arbejde med proteiner (særligt insulin), og anden gang for sit arbejde med DNA. Han lod sig pensionere i 1983.